# 베르너 오버란트 철도
베르너 오버란트 철도(독일어: Berner Oberland Bahn 약:BOB)는 인터라켄 동역에서 라우터브루넨을 연결하는 23.6km의 협궤 등산철도이다. (베르너 오버란트는 ‘베른고원’을 의미한다.) 츠바이뤼치넨의 "Y" 교차로를 통해 인터라켄, 라우터브루넨 및 그린델발트까지 운행한다. 철도는 랙 보조 방식으로 접착 철도, 랙 및 피니언 작동이 트랙션을 지원하기 위해 노선의 가파른 부분에서 사용된다.
BOB는 800mm 쉬니게 플라테 철도를 소유하고 있는 베르너 오버란트-바넨 AG(Berner Oberland-Bahnen AG)의 소유이다. 이 회사는 알리안츠-융프라우 탑 오브 유럽 마케팅 제휴에 참여하고 있으며, 벵에른알프반(Wengernalpbahn), 융프라우반(Jungfraubahn), 라우터브루넨-뮈렌 산악 철도(Bergbahn Lauterbrunnen–Mürren), 하더반(Harderbahn), 피르스트반(Firstbahn)을 소유하고 있다.

## 개요
궤간은 1,000mm(미터궤). 노선의 급경사 구간에만 리겐바흐식 랙 레일이 깔려 있고, 최대 경사는 120 퍼밀이다. 도중의 츠바이뤼치넨역에서 두 개의 선로로 나뉘어, 대부분의 열차가 이 역에서 분할·병합을 하기 때문에, 자신이 승차하는 차량이 어디에 가는지를 행선표 등에 의해 확인할 필요가 있다. 그러나 클라이네 샤이덱역보다 먼저 가는 경우라면 라우터브루넨역 경유(남진)하여 그린델발트역 경유(동 경유)에서도 클라이네 샤이덱역에서 같은 정도의 시간에 도착한다. 또한 클라이네 샤이덱역에서 앞 역까지의 왕복 승차권은 어느 노선 경유에서도 유효하기 때문에, 가는 길과 돌아가는 경로에 변화를 주는 것도 가능하다.
또한 대외적인 홍보를 할 때 이 철도도 융프라우 철도(Jungfraubahnen)라는 호칭도 사용된다. 융프라우 철도는 베르너 오버란트 철도(BOB), 벵에른알프 철도(WAB), 융프라우 철도(JB, Jungfraubahn) 세 철도를 총칭하는 말로도 사용되고 있으며, 승차권 디자인도 이 철도 모두 공통이다. 또한 공통 승차권 디자인은 베르너 오버란트 철도의 지선인 쉬니게 플라테 철도(SPB)에도 적용된다. (Jungfraubahnen은 Jungfraubahn의 복수형) 융프라우 철도 내에서만 완결되는 승차권은 1개월간 유효하지만, 한 역에 스위스 연방 철도(스위스 국철)의 구간이 들어가면 스위스 국철의 규칙에 따라 유효기간이 지속된다.

## 역사
| 역                | 거리 (km) | 해발 (m) | 정보                                                                                              |
| ----------------- | --------- | -------- | ------------------------------------------------------------------------------------------------- |
| 인터라켄 동역     | -0.18     | 567      | 첸트랄반, BLS, 스위스 연방 철도와 연결                                                            |
| 빌더스빌          | 3.24      | 584      | 쉬니게 플라테역과 연결                                                                            |
| 츠바이뤼치넨      | 8.18      | 652      | 열차는 라우터브루넨 앞 부분과 그린델발트 후면 부분으로 분기                                       |
| 라우터브루넨      | 12.28     | 795      | 클라이네 샤이덱을 거쳐 벵엔과 베르크반 라우터브루넨-뮈렌에서 뮈렌까지 가는 벵에른알프 철도와 연결 |
| 뤼첸탈            | 12.29     | 714      | 정차장                                                                                            |
| 부르크라우에넨    | 14.43     | 896      | 정차장                                                                                            |
| 슈벤디            | 16.82     | 920      | 정차장                                                                                            |
| 그린델발트 터미널 | 18.34     | 1001     | 2019년 12월 15일 개장 to serve 멘리헨 삭도                                                        |
| 그린델발트        | 19.41     | 1034     | 클라이네 샤이덱행 벵에른알프 철도와 연결                                                          |

## 운행시간표

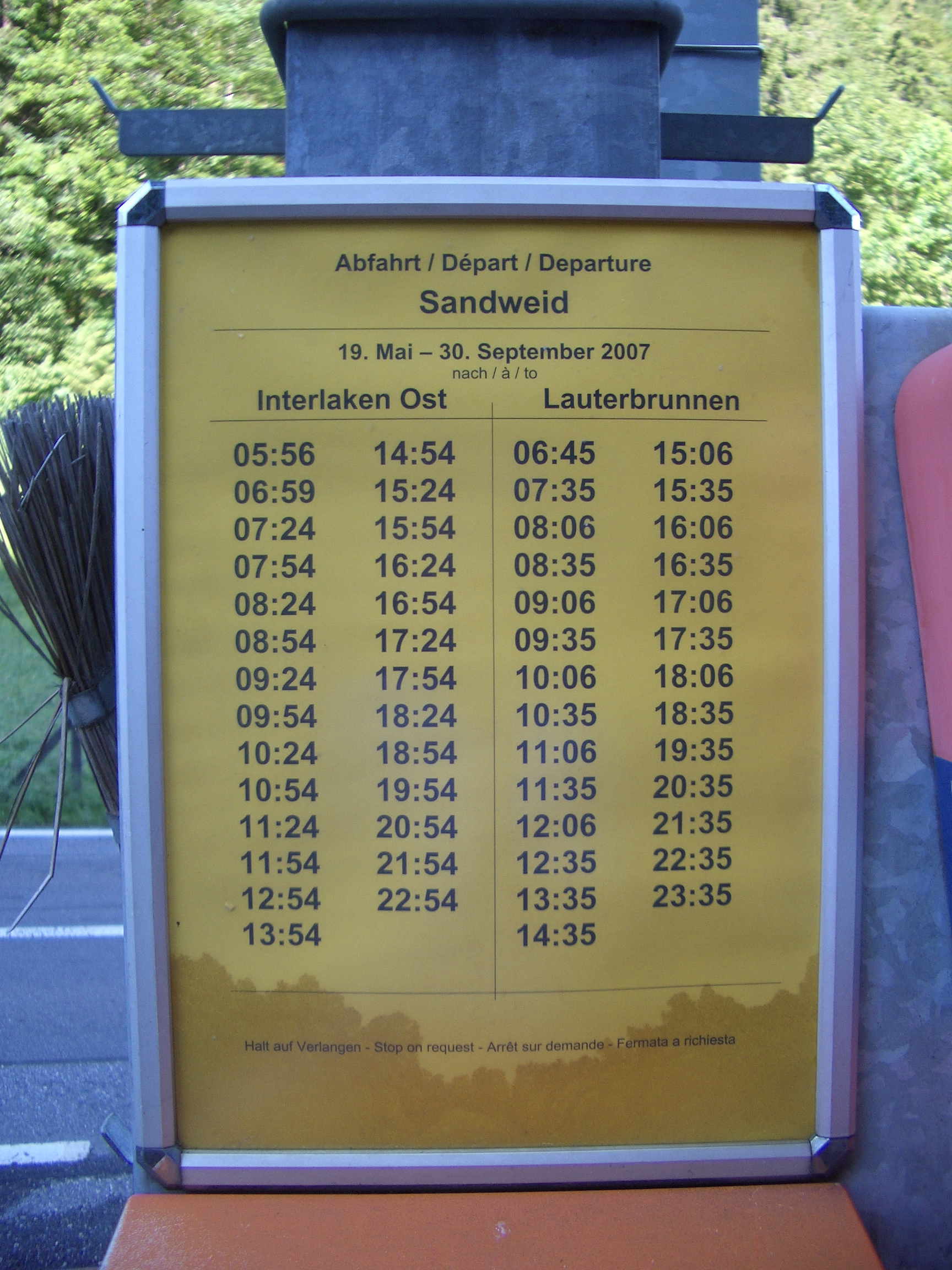
도착'출발 시간표 보드

모든 스위스 철도와 마찬가지로 BOB는 상부 터미널인 인터라켄에서 본선에서 벵에른알프 철도까지 연결되는 운행 시간표를 운영한다.
1년 내내 BOB는 인터라켄 동역을 출발하는 열차가 츠바이뤼치넨역에서 매시간 양방향으로 운행했다. 12월 중순부터 10월 말까지 추가 열차가 오전과 오후에 30분 간격으로 운행한다. 마지막 서비스는 종종 버스로 운행된다.